# Le voyage estate
Le voyage estate è una raccolta di Gigi D'Agostino, comprende alcune sue tracce più altre di vari autori.
Venne pubblicata nell'estate del 1996, sotto l'etichetta della Media Records - Virgin - BXR.
La maggior parte delle canzoni sono state poi inserite nell'album L'Amour Toujours.

## Tracce
1. Desert (Gigi D'Agostino)
2. Sunshine Dance (Saccoman)
3. Mystic Force (Mystic Force)
4. Ikeya Seki (Gigi D'Agostino)
5. Gigi's Violin (Gigi D'Agostino)
6. Purezza (Gigi D'Agostino)
7. Guitar (Gigi D'Agostino)
8. New Year's Day (Gigi D'Agostino)
9. Prophecy (WW 3)
10. Sweet Love (With It Guys)
11. Elektro Message (Gigi D'Agostino)
12. Psicadelica (Gigi D'Agostino)
13. Before (Gigi D'Agostino)
14. Angels' Symphony (Gigi D'Agostino e R.A.F. By Picotto)
15. Acidismo (D'Agostino Planet)
16. X-Moment's Theme (Antico)
17. Paradise (Gigi D'Agostino)
18. Harmosphere (Daylight)
19. Fromage Frais (Unionjack)